# Han Jae-rim
Han Jae-rim (한재림) est un réalisateur, scénariste et producteur sud-coréen, né le 14 juillet 1974 en Jeju.

## Biographie
Né en 1975, Han Jae-rim sort diplômé de l'Institut des arts de Séoul en 1998. Il commence sa carrière cinématographique en 2003 en tant qu'assistant réalisateur et script sur le film Natural City de Min Byeong-cheon.
Han est le dernier lauréat du Prix du meilleur scénario au Concours de scénario du Conseil du film coréen en 2003 avec To Do or Not to Do, qu'il a co-écrit avec Go Yoon-hee. Le film est retitré Rules of Dating (en) et marque ses débuts de réalisateur en 2005. Doté de dialogues sexuels fraternels entre collègues enseignants joués par Park Hae-il et Kang Hye-jeong, le film aborde des sujets controversés comme l'identité politique, le harcèlement sexuel et le relativisme éthique sur fond de comédie romantique. Rules of Dating est un succès critique et devient un succès commercial surprise avec 1,6 million d'entrées. Han remporte le Prix du meilleur scénario aux Blue Dragon Film Awards, ainsi que celui de Meilleur premier film aux Pusan Film Critics Awards et aux Grand Bell Awards,.
Han, Kim Jee-woon et Yim Pil-sung signent ensuite en 2006 pour réaliser chacun un court métrage pour le film à sketches Doomsday Book. Le segment de Han, Le Cadeau de Noël, était censé être un récit musical de science-fiction inspiré de la nouvelle Le Cadeau des roi mages (en) d'O. Henry, mais n'est pas réalisé en raison d'une faillite de la production. Le film sort finalement en 2012, mais sans la participation de Han (Kim et Yim co-réalisent le troisième film court à partir d'un tout nouveau script).
En 2007, il écrit et réalise son second film, Uahan segye. Avec l'acteur vedette Song Kang-ho dans le rôle d'un gangster coréen (en) qui fait face à des problèmes de famille et de travail, Han réalise une comédie dans le genre du film noir coréen. Uahan segye remporte le Prix du meilleur film à la 28e cérémonie des Blue Dragon Film Awards (en) et aux Korean Association of Film Critics Awards.
Han entre en pré-production pour son troisième film, Trace, en 2009. Basé sur la bande dessinée en ligne du même titre, il raconte l'histoire d'un jeune homme se réveillant du coma avec des super-pouvoirs après une agression ayant coûté la vie à son père,. Malgré le fait qu'il remporte le Prix Kodak (avec une récompense de 17 000 $) au Plan de promotion du Festival international du film de Busan, Han ne parvient pas à réunir le budget nécessaire de 7,7 millions $ et le projet est annulé.
Six ans après son dernier film achevé, Han revient sur grand écran en 2013 avec le drame historique Gwansang. Le film aborde une question philosophique : est-ce que chaque personne choisit son destin ou vice versa, dans une histoire sur un diseur de bonne aventure de la période Joseon habile en physiognomonie qui est impliqué dans les intrigues judiciaires et les luttes de pouvoir. De nouveau avec Song Kang-ho dans le rôle principal, et Lee Jung-jae comme antagoniste dans le rôle de l'ambitieux grand prince Suyang, The Face Reader totalise 9,1 millions d'entrées au box-office sud-coréen, en faisant le 13e plus gros succès du box-office en Corée du Sud. Il remporte six trophées à la 50e cérémonie des Grand Bell Awards (en), dont celui de Meilleur film et de Meilleur réalisateur pour Han,.
Han est également le producteur des films Very Ordinary Couple (en) (2013) et Journalist (2015) de Roh Deok (en).
Il revient en 2017 avec le film The King sur l'ascension d'un jeune homme désirant devenir procureur et sa découverte du monde cruel de la classe supérieure. Le film est un succès et totalise plus de 5 millions d'entrées au box-office sud-coréen de 2017.

## Filmographie
- 2003 : Natural City - assistant réalisateur, script
- 2005 : Rules of Dating (en) - réalisateur, script
- 2007 : Uahan segye - réalisateur, scénariste
- 2013 : Very Ordinary Couple (en) - producteur
- 2013 : Gwansang - réalisateur, script
- 2015 : Le Scoop - producteur
- 2017 : The King - réalisateur, script
- 2021 : Défense d'atterrir - réalisateur
- 2024: the 8 show - réalisateur (série netflix)

## Récompenses
- 2005 : 26e cérémonie des Blue Dragon Film Awards (en) - Meilleur scénario (Rules of Dating (en))
- 2005 : 6e cérémonie des Pusan Film Critics Awards - Meilleur premier film (Rules of Dating (en))
- 2006 : 43e cérémonie des Grand Bell Awards (en) - Meilleur premier film (Rules of Dating (en))
- 2013 : 50e cérémonie des Grand Bell Awards (en) - Meilleur réalisateur (Gwansang)